# El hombre europeo (libro)
El hombre europeo es un ensayo coescrito por el escritor franco-español Jorge Semprún y el ex primer ministro francés Dominique de Villepin, publicado el 12 de enero de 2005 por Perrin.

## Presentación y contenido

El emblema europeo.

¿Por qué un escritor franco-español y un ex primer ministro francés, uno activista republicano, ex comunista y el otro ferviente gaullista, querían este proyecto común para defender el mismo sueño europeo?
A primera vista, por tanto, no hay nada en común entre ellos, dos hombres de generaciones distintas, ni los caminos que han seguido a lo largo de su historia personal, ni las imágenes y recuerdos que transmiten, ni su carrera política, y sin embargo sienten algo en común que les hace pensar que tienen ideas similares de paz y democracia sobre Europa. En los nueve capítulos que dedican a la construcción europea, Dominique de Villepin y Jorge Semprún confrontan sus acuerdos y diferencias para llegar a un proyecto común.
Para ello, parten de la historia, de esos pueblos europeos que han sido desgarrados durante tanto tiempo y llegan a principios del siglo XXI a la conclusión de que se han cruzado las fronteras y que lo que los separa se está volviendo menos importante que lo que los une. Este movimiento no es tan reciente como parece, y desde el siglo XVI los hombres han comenzado a tomar conciencia de él. En el siglo siguiente, algunos incluso lanzaron un "Nosotros, los europeos".
Jorge Semprún y Dominique de Villepin han tratado en su ensayo de seguir las consecuencias de esta frase revolucionaria en su tiempo. Este libro analiza, a lo largo de unos cinco siglos, los sueños y temores de los europeos, diseccionando los impulsos, las causas racionales e irracionales que los llevan a hacer la guerra entre sí.
Para ellos, es una apuesta por el futuro, decirse a sí mismos que debemos abrir los ojos, agruparnos para aprovechar al máximo la globalización, para defender ante el mundo un ideal humanista para el mundo del mañana tal como se está configurando a principios del siglo XXI. Parece que hoy, como ayer, Europa sigue siendo una idea nueva.